# Barbova graščina
Barbova graščina se nahaja na Veseli gori pri Šentrupertu na Dolenjskem. 

## Zgodovina
Zgrajena je bila leta 1768 na mestu nekdanje manjše cerkvene hiše za potrebe stalnega prebivanja veselogorskega duhovnika, med večjimi romanji pa je služila tudi kot prenočišče. Z ukinitvijo romanj na Veselo Goro leta 1782, je izgubila svoj prvotni namen. Po letu 1825 je prešla v last družine Barbo, ki si je v njej uredila bivališče. V njihovi lasti je ostala do 1938. leta, ko je prešla v last Winzorja Edeltranta. Leta 1942 je bila delno požgana, notranja oprema pa delno raznešena. Po drugi svetovni vojni je bila stavba nacionalizirana in delno obnovljena. Leta 1974 je bila v njenem pritličju urejena etnološka muzejska zbirka, v prvem nadstropju pa je Čebelarska družina Šentrupert - Mirna leta 1984 uredila spominski sobi, posvečeni Petru Pavlu Glavarju in Aleksandru Lunačku.

## Arhitektura
Graščina je zasnovana kot enonadstropna, delno podkletena, iz kamna zgrajena stavba izrazito podolžnega tlorisa (dolžine 34 metrov in širine 12 metrov), s simetrično dvokapno streho, ki je na obeh čelnih straneh zaključena s polnim čopom in je pokrita z opečnim bobrovcem. Njeno severo-zahodno pročelje členi rizalit, ki v tlorisu delno izstopa iz osnovnega tlorisa. V njem je stopnišče, ki povezuje med seboj klet, pritličje, nadstropje in podstrešje. Z daljšo stranico je stavba delno vkopana v breg. Stavba je današnjo podobo dobila leta 1768, o čemer priča tudi letnica, ki je vklesana na glavnem vhodnem kamnitem portalu. Stavba je neometana. Vse štiri fasade enakomerno členijo okna, ki imajo večinoma kamnite pravokotne okvirje. V podkletenem delu graščine je zasnovana prostorna in obokana vinska klet. V pritličju in prvem nadstropju so ob obeh povezovalnih hodnikih razporejeni različno veliki prostori, ki so v pritličju v večini obokani. Podstrešje ima odprto ostrešje, ki je sestavljeno iz tesanega smrekovega lesa v obliki konstrukcije »na stol«. Vzporedno z graščino stoji na dvorišču gospodarsko poslopje. Ohranjeno je le pritličje z obokanim hlevom. Prvotno je bila stavba zasnovana kot vrhhlevno gospodarsko poslopje.